# Ciprì e Maresco
Ciprì e Maresco és el nom utilitzat per la parella de guionistes i directors italians Daniele Ciprì (nascut el 17 d'agost de 1962) i Franco Maresco (nascut el 5 de maig de 1958).

## Biografia
La parella va començar a col·laborar l'any 1986, i es va fer popular amb "Cinico TV", una sèrie de Rai 3 de 49 curtmetratges en blanc i negre en què representaven amb un estil grotesc, còmic i visionari la vida corrent dels suburbis de Palerm. Després de debutar al llargmetratge l'any 1995 amb Lo zio di Brooklyn, el 1998 la seva provocativa pel·lícula Totò che visse due volte va provocar un enrenou, quan fou prohibida temporalment per la censura italiana per blasfèmia. Després d'una tercera pel·lícula (el fals documental Il ritorno di Cagliostro), un documental sobre el duet de comèdia Franco e Ciccio (Come inguaiammo il cinema italiano - La vera storia di Franco e Ciccio), i dues sèries de televisió per a La7, la parella es va separar per dedicar-se a projectes en solitari.

## Filmografia
Llargmetratges
- Lo zio di Brooklyn (1995)
- Totò che visse due volte (1998)
- Il ritorno di Cagliostro (2003)
- IÈ stato il figlio (2012) (Ciprì sol)
- Belluscone - Una storia siciliana (2014) (Maresco sol; docu-ficció)
- La mafia non è più quella di una volta (2019) (Maresco Only; docu-fiction)

Documentals
- Loro di Palermo (1990, 13', vídeo)
- Variazioni (1992, 30', vídeo)
- Martin a Little... (1992, 10', vídeo)
- Sicilia da Oscar (1993, 15', vídeo)
- I Castagna sono buoni (1994, 20', vídeo)
- Intervista a Giuseppe De Santis (1994, 38', vídeo)
- Il Gattoparve (1995, 20', vídeo)
- Vittorio De Seta - Lo sguardo in ascolto (1995, 42', vídeo)
- Aspettando Totò (1996, 63', vídeo)
- Grazie Lia - Breve inchiesta su Santa Rosalia (1996, 43', vídeo)
- Intervista a Mario Monicelli (1998, 50', vídeo)
- F. (1999, 5', vídeo)
- Enzo, domani a Palermo! (1999)
- Noi e il Duca - Quando Duke Ellington suonò a Palermo (1999, 85', vídeo)
- Steve Plays Duke (1999, 75', vídeo)
- Arruso (2000, 18', vídeo)
- Tutti for Louis - Omaggio a Louis Armstrong (2000, 60', vídeo)
- La ballata di Salvo (2000, 30', vídeo)
- Miles Gloriosus – Tributo a Miles Davis (2001, 65', vídeo)
- Siamo davvero pietosi (2001, 45', vídeo)
- Conversazione con Sergio Citti (2001, 23', vídeo)
- Che fine ha fatto Pino Grisanti? - Ciprì e Maresco alla ricerca di un maestro incompreso (2003, 30', vídeo)
- Come inguaiammo il cinema italiano - La vera storia di Franco e Ciccio (2004)

Curtmetratges i migmetratges
- Così (1988, 18', vídeo)
- Trinidad (1989, 10', vídeo)
- Pasta e patate (1989, 5', vídeo)
- Romagnolo (1989, 3', vídeo)
- Tantissime domeniche a tutti (1989, 10', vídeo)
- Mai (1989, 4', vídeo)
- Illuminati (1990, 3', vídeo)
- L'Uomo - Il cammino dell'Uomo - La condizione dell'Uomo - La dignità dell'Uomo (1990, 5', vídeo)
- Omaggio a E. (1990, 12', vídeo)
- La Provvidenza (1990, vídeo)
- L'alba del killer (1990, 2', vídeo)
- Onde (1990, 10', vídeo)
- Muri (1990, 4', vídeo)
- L'invasione degli ultrastorpi (1990, vídeo)
- Stanley's Room n°1 e n°2 (1991, 2', vídeo)
- SeicortoSei (1991, 18', vídeo)
- Addio o arrivederci (1991, 4', vídeo)
- Santa Maria (1991, 5', vídeo)
- Home (1991, 3', vídeo)
- Pel di carota (1991, 2', vídeo)
- Verso Vertov: frammenti necropolitani (1991, 6', 16mm)
- Il lato oscuro (1991, 4', vídeo)
- Il corridore della paura (1992, 5', 35mm)
- Venerdì Santo - Sabato Santo - Domenica di Pasqua (1992, 9', vídeo)
- Keller (1992, 3', vídeo)
- Cani (1992, 5', 35mm)
- 23 maggio 1999 (1993, 1', vídeo)
- Senza titolo 1,2,3 (1993, 5', vídeo)
- Pasta e fagioli (1993, 2', vídeo)
- Lontane (1993, 2', vídeo)
- Cucù (1993, 1', vídeo)
- La tombola di Ligeia (1993, 1', vídeo)
- Tre visioni (1993, 5', vídeo)
- Melancholy Lester (1993, 5', vídeo)
- Presepe (1995, 20', vídeo)
- K. (1996, 10', vídeo)
- Il Manocchio (1996, 9', vídeo)
- Ritorno alla vecchia casa (1996, 4', vídeo)
- A Memoria (1996, 38', 35mm)
- Ai Rotoli (1996, 5', vídeo)
- Dieci minuti alla fine (2002, 14', 16mm)
- L'Opé incatenato (2004, 10', vídeo)
- Countdown (2007, 2', vídeo)

Televisió
- Blob - CinicoTv (Rai 3, 1992)
- I migliori nani della nostra vita (La7, 2006)
- Ai confini della pietà (La7, 2007)